# Joseph Anton Koch
Pour les articles homonymes, voir Koch.
 (avril 2016).
Si vous disposez d'ouvrages ou d'articles de référence ou si vous connaissez des sites web de qualité traitant du thème abordé ici, merci de compléter l'article en donnant les références utiles à sa vérifiabilité et en les liant à la section « Notes et références ».
Joseph Anton Koch, né à Obergiblen dans le Tyrol le 27 juillet 1768 et mort à Rome le 12 janvier 1839, est un peintre autrichien.

## Biographie

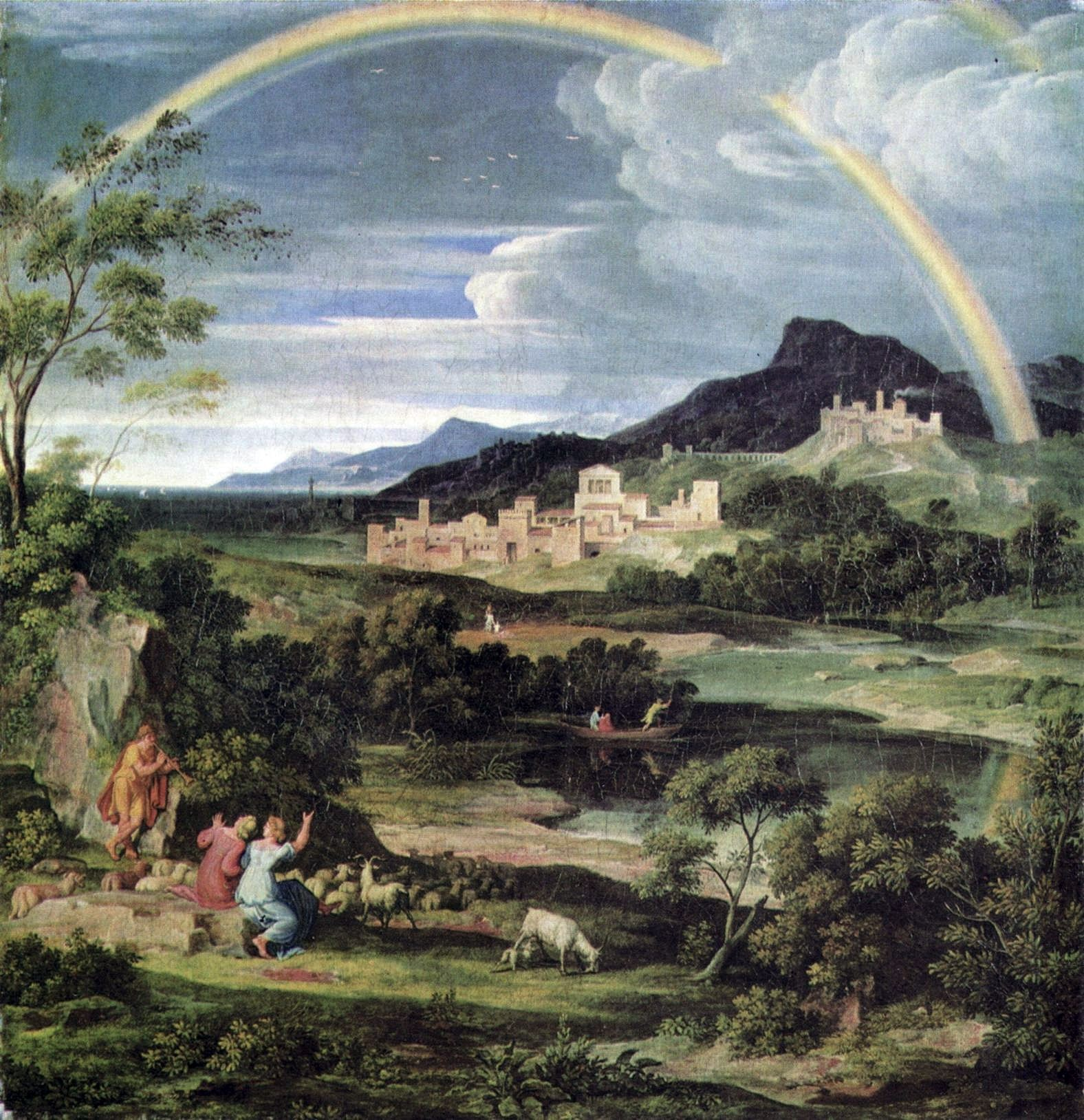
Joseph Anton Koch : Paysage avec arc-en-ciel (1805), Staatliche Kunsthalle Karlsruhe.

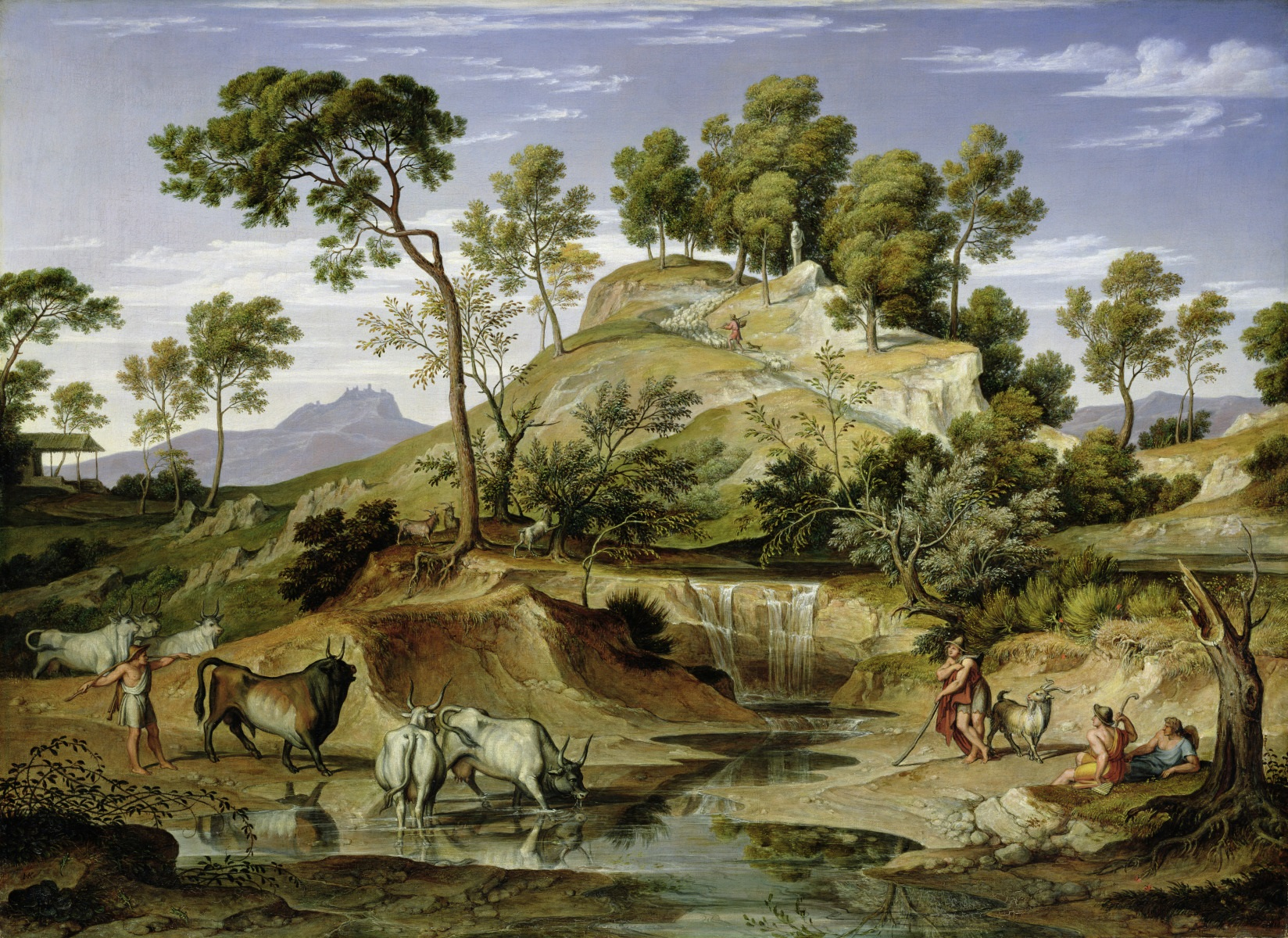
Serpentaralandschaft mit Hirten und Rindern an der Quelle, Kunsthalle de Hambourg.

Fils de paysans, Josef Anton Koch est né à Obergiblen, village de la vallée du Lech, niché dans les montagnes du Tyrol occidental, dépendant politiquement de l'Autriche, mais appartenant à l'évêché d‘Augsbourg. Enfant, Josef Anton aidait son père à s'occuper de la ferme et en particulier du petit troupeau familial. C'est là qu'il fit l'apprentissage des rapports avec la nature, qu'il aima, et elle inspira dès lors sa production artistique. Sa mère, Anna Elisabetta Burdi, était originaire de Coblence. De ses dix frères et sœurs, seules deux sœurs survécurent à l'enfance.
Les capacités du jeune bouvier furent bientôt remarquées par des experts de passage. Il dessinait partout où il le pouvait. Sur des rochers avec le charbon de bois des feux de berger ou en égratignant l'écorce des arbres. L'attention de l'évêque d'Augsbourg, qui s'était rendu pour une confirmation dans ce village montagnard reculé, lui permit de poursuivre sa formation en Souabe à partir de sa quinzième année, d'abord comme séminariste à Dillingen, puis dans l'atelier d'un sculpteur à Augsbourg, et finalement pendant six ans à la Hochschule de Stuttgart.
À cette époque, la Révolution française éclatait et enflammait de nombreux esprits à travers toute l'Europe, parmi eux Josef Anton Koch. Ce dernier transforma sa détestation des méthodes archaïques de la Hochschule en ardeur politique. Mis aux arrêts pour insubordination en 1791, il s'enfuit de l'école, coupa sa natte prescrite par la réglementation d'ancien régime, et l'envoya par dérision à ses anciens professeurs de l'académie, avant de se joindre aux cercles jacobins, d'abord à Strasbourg, puis à Bâle. Mais sa vocation n'était pas politique. Pendant près de trois années, il erra sans but dans les Alpes suisses, en dessinant des centaines de paysages et des esquisses, qu'il utilisa plus tard à Rome comme modèles pour ses peintures à l'huile.
C'est vers la fin de 1794 qu'il trouva sa vocation. Pourvu d'une bourse du mécène George Nott, il traversa à pied les Alpes pour se rendre en Italie. Il s'enthousiasma d'emblée pour les chefs-d'œuvre de la peinture italienne à Bologne, Florence, Naples et Salerne. Au début de l'année 1795, il parvint à Rome, son nouveau foyer, qui était considérée comme l'Olympe des artistes allemands de l'époque. Il s'intégra au cercle artistique des Deutsch-Römer (c'est-à-dire les Romains allemands). Il se lia d'amitié avec Asmus Jacob Carstens, de qui il apprit à maîtriser la représentation du corps humain. Il démontra ses talents dans cet art avec une bravoure particulière dans les illustrations de la Divine Comédie de Dante, et aussi par la suite dans des représentations bibliques et mythologiques. Il se lia d'amitié avec le sculpteur danois Bertel Thorvaldsen et partagea avec lui un logement dans la Via Sistina. Il devint bientôt un fidèle visiteur du Caffè Greco, dans la Via Condotti, rendez-vous par excellence des artistes, où aujourd'hui encore son portrait rappelle son attachement à ce lieu.
À partir de 1803, Koch commença à voyager dans les environs pittoresques de la campagne romaine, jusqu'au hameau d'Olevano Romano, dont il fit pendant plus de trente ans sa résidence estivale et sa source d'inspiration artistique. Les beautés de cette région, avant tout celles de la célèbre forêt de chênes de la Serpentara, le captivaient. Il était fréquemment accompagné au cours de ces premières incursions dans les paysages romains par Joachim Christian Reinhart, peintre allemand plus âgé. Des peintres plus jeunes, pour la plupart autrichiens, le suivirent également par la suite dans ces lieux, comme Friedrich Olivier et Franz Horny. C'est à Olevano que Koch épousa en 1806 la fille d'un vigneron local, Cassandra Ranaldi. Parmi la descendance de leurs trois enfants, on trouve le célèbre architecte romain de la fin du XIXe siècle, Gaetano Koch. Vers 1810, Josef Anton Koch se trouva de plus en plus en contact avec un nouveau groupe d'artistes allemands, les Nazaréens. Ces jeunes peintres, pour la plupart tout récemment arrivés à Rome, prirent Koch comme mentor. Ainsi donna-t-il la première orientation et l'inspiration artistique à des artistes comme Johann Friedrich Overbeck, Franz Pforr, Peter von Cornelius, Wilhelm von Schadow, Philipp Veit, Julius Schnorr von Carolsfeld, August Bromeis et Joseph von Führich.
En 1812, Josef Anton Koch, sa femme Cassandra et leur premier enfant Elena quittèrent Rome et vécurent trois ans à Vienne. Comme il l'écrivit, il avait du mal à accepter l'occupation de Rome et la dépossession du pape par les Français. Il n'était partisan ni du pape, ni des Habsbourg, mais il était convaincu que la liberté était mieux assurée par l'autorité papale que par la bureaucratie idéologique de l'Europe napoléonienne. Mais il ne trouva pas le bonheur à Vienne. Il ne pouvait s'habituer au climat, trouvait le milieu borné et peu compréhensif. Il cherchait consolation dans son travail. De fait, c‘est à Vienne que furent produits quelques-uns de ses plus beaux paysages italiens.
Koch retourna en 1815 à Rome, où il put désormais se consacrer à son œuvre, sa famille et ses amis. Il y passa ainsi qu'à Olevano Romano les vingt-quatre dernières années de sa vie. Le prince de Bavière et futur roi Louis Ier, qui se rendait fréquemment à Rome, le soutint et acheta ses tableaux. Louis Ier bâtit sur la célèbre colline du Pincio la Villa Malta, qu'il mit à la disposition des artistes allemands comme lieu de rencontre et comme atelier. La relation de Koch au roi était à la fois amicale et difficile, car il détestait au plus haut point les manières mondaines et l'étiquette sévère.
Pour des raisons de santé, Koch se rendit en 1819 en Ombrie, où il visita Piediluco, Narni, Terni, Spolète, Assise et Pérouse.
À 57 ans, Koch se tourna en 1825 vers une nouvelle technique : la fresque. Sa réputation comme illustrateur de Dante était si grande que le marquis Massimo, aristocrate romain, lui commanda les fresques de l'Enfer et du Purgatoire dans le casino de sa Villa Massimi, située dans le quartier romain du Latran. De cette œuvre, Koch disait lui-même : « J'ai laissé à Rome un monument de mon imagination. » Ces fresques ont été récemment complètement restaurées et sont ouvertes à la visite.
Koch n'a jamais cessé de travailler jusqu'à sa mort. Son art innovateur était hautement apprécié de ses collègues, tout aussi dépourvus de moyens que lui. C'est seulement peu de mois avant sa mort qu'il eut la satisfaction de recevoir une généreuse pension annuelle de l'empereur d‘Autriche Ferdinand Ier. Il mourut à Rome le 12 janvier 1839 dans sa dernière demeure, située dans le Palazzo Galoppi dans le quartier des Quattro Fontane, et fut inhumé au cimetière germanique du Vatican, à l'ombre de la coupole de Saint-Pierre.

### Œuvre
Son art s'est en premier lieu exprimé au moyen du dessin et de la peinture. Ses dessins sont nombreux. Ils sont aussi bien constitués d'œuvres autonomes que d'esquisses. Les premiers témoignent de son intérêt pour les scènes de la Bible et de la mythologie, de même que sa passion pour la Divine Comédie. Stylistiquement, ces œuvres se rattachent à la tradition néo-classique de son professeur et ami Asmus Jakob Carstens. Elles reflètent ses connaissances profondes de l'œuvre de Michel-Ange, en particulier dans son interprétation artistique du corps humain et de la peinture de nu. La curiosité pour son environnement est documentée par ses carnets de croquis, et leurs nombreux détails de la nature, du monde animal et des personnes qu'il rencontrait à l'occasion, notamment à Olevano Romano. À l'exception de ces carnets et des portraits à l'huile de son épouse Cassandra et de son père, Koch ne pratiqua pas le portrait.
Il maîtrisait également la technique de la gravure sur cuivre et conçut avec les Vues de Rome un important témoignage du paysage urbain d'alors. Les fresques de la salle du Casino Massimo au Latran montrent un talent supplémentaire de cet artiste aux facettes multiples. Il ne trouva cependant son plein accomplissement qu'à partir de 1807 avec ses peintures à l'huile.
Les esquisses de ces œuvres étaient des compositions minutieuses en quadrillage du thème choisi. Certains des dessins les plus importants de paysages alpestres, plus tard utilisés pour la réalisation de peintures à l'huile, ne furent toutefois à l'origine pas conçus dans ce but. Ils provenaient pour la plupart des randonnées de sa jeunesse à travers la Suisse. Inspiré par la douce beauté du Latium, il en développa l'identité dans ce qu'il définit lui-même comme paysages héroïques : des contenus romantiques encastrés dans des empreintes néoclassiques, recherche de l'harmonie entre l'homme et la nature, nostalgie de la mystique des temps passés, resplendissante clarté méditerranenne.
Ses œuvres les plus significatives se trouvent aujourd'hui dans les pinacothèques d'Europe centrale les plus importantes. Parmi elles, le Kunstmuseum de Bâle, la Gemäldegalerie de Berlin, la Pinacothèque de Dresde, le Ferdinandeum d'Innsbruck, le musée Thorvaldsen à Copenhague, la Staatsgalerie de Stuttgart. Grâce à l'affinité entre le roi Louis Ier et Koch, la Neue Pinakothek de Munich offre une collection particulièrement riche.
- vers 1810, Santa Maria Maggiore à Rome, huile sur toile, 76 × 103 cm, Essen, Musée Folkwang[1]
- 1815, Le Berner Oberland, huile sur toile, 70 × 89 cm, Österreichische Galerie Belvedere, Vienne[2]
- 1822, La Cascade du Schmadribach (sur toile, 132 x 110 cm), Munich, Bayerische Staatsgemäldesammlungen[3]

Joseph Anton Koch est aussi l'auteur d'un document avec le titre Moderne Kunstchronik Briefe zweier Freunde in Rom und in der Tartarei über das moderne Kunstleben und Treiben; oder die Rumfordische Suppe.